# Enric Ribas Marí
Enric Ribas Marí (Ibiza, 1955) es un político socialista y escritor español en catalán.

## Biografía
Estudió ingeniería de minas y filología catalana, y aunque abandonó ambas carreras al principio, en la década de 1990 se licenció en filología. Trabaja como administrativo y es militante del Partit Socialista de Mallorca - Entesa (PSM-Entesa) En las elecciones generales de 1986 obtuvo el escaño al Congreso dentro de la lista del Partido Socialista de las Islas Baleares (PSIB-PSOE) encabezada por Félix Pons Irazabal. En la cámara baja no se vinculó al Grupo Socialista del Congreso, integrándose en el Grupo Mixto. Es miembro de la Asociación de Escritores en Lengua Catalana (AELC) y colabora como periodista en los periódicos Eivissa, La Prensa de Ibiza y Diario de Ibiza. En 2005 fue consultor de los estudios de filología catalana de la Universidad Abierta de Cataluña (UOC) y en 2006 se incorporó al Instituto de Estudios Catalanes en la sección de filología.

## Obras
- Sabíeu que...? Paraules d'Eivissa i Formentera, (1986)
- Na Mora i na Neu, (1979) (narración)
- Solcar un mar de foc, (1990) (novela)
- Pecat de titelles, (1997) (novela)
- Una veu d'Eivissa, (1991)
- La supervivència de la toponímia precatalana d'Eivissa i Formentera i "l'Onomasticon Cataloniae", (2005)
- La toponímia costanera del municipi d'Eivissa, (2006)